# باسيل الثاني
باسيل الثاني ( 958 – 1025 م) هو الإمبراطور البيزنطي الذي حكم في الفترة من عام (976 – 1025 م).
كان قصيرًا وغليظ الجثة ويمتلك شجاعة الثور. وكان دائمًا فظًا، لكنه كقائد واستراتيجي عسكري، فإنه يقع في مصاف أعظم القادة البيزنطيين. كرَّس حكمه الطويل لمحاربة البلغار الذين قهرهم في النهاية، وحارب العرب وانتصر عليهم في مناسبات عدة.
طرد باسيل البلغار خارج اليونان وكذلك خارج الأراضي الواقعة إلى الجنوب من نهر الدانوب؛ ولهذا عُرف باسم سفّاح البلغار لكثرة ما أوقع من قتلى أعدائه في ميدان المعركة.
حوَّل اهتمامه نحو الشرق وقام بغارات ضخمة على المناطق العربية الواقعة فيما وراء آسيا الصغرى وبلاد الشام.
هذه الانتصارات أدت إلى ثورة اقتصادية كبيرة، فأصبحت القسطنطينية السوق الرئيسي لمنطقة البحر الأبيض المتوسط ومستودعًا للواردات.
ولم يمض وقت طويل حتى امتلأت الخزينة الملكية وعادت الأساطيل البيزنطية تسيطر على البحار من جديد.

## المظهر والشخصية
يقدم المؤلف والمؤرخ ميخائيل بسيلوس، الذي ولد قرب نهاية عهد باسيل، وصفًا له في كتابه التاريخي. يصفه بسيلوس بأنه رجل عجوز ذو طول تحت المتوسط، ولكن بأداءٍ بارع في ساحة المعركة. كان لديه عينان زرقاوان فاتحتان، وحاجبان محدّبان بقوة، وسوالف جانبية طويلة - والتي اعتاد تمرير أصابعه فيها عندما يستغرق في التفكير أو حين الغضب - وفي شيخوخته لحية خفيفة. يذكر بسيلوس أيضًا أن باسيل لم يكن دقيق الكلام في حديثه، وكان يضحك بشكل عالٍ يهز الصورة المأخوذه عنه. يوصف باسيل بكونه زاهدًا قليل الاهتمام بالفخفخة واحتفالات البلاط الإمبراطوري، مرتديًا في العادة رداءً ارجوانيًا كئيبًا غامق اللون مرصّعًا ببعض الجواهر التي كانت تزين عادة الأزياء الإمبراطورية. يذكر بأنه كان حاكمًا قديرًا خلف وراءه خزينة وافرة بعد وفاته. يُقال بأنه باسيل احتقر الثقافة الأدبية والطبقات المتعلمة في بيزنطة.
وطبقا للمؤرخ جُريج فينلي من القرن التاسع عشر فإن باسيل اعتبر نفسه «حكيمًا، عادلًا، وورعًا؛ واعتبره البعض الآخر عنيفًا، وقاسيًا وجشعًا، ومتعصبًا. لم يكنّ الكثير من الاهتمام لتعلم اليونانية، وكان ذو شخصية تتمتع بالأخلاق البيزنطية العليا، التي احتفظت بأصول رومانية أكثر من تلك اليونانية». كتب المؤرخ الحديث جون يوليوس نوريتش عن باسيل؛ «لم يسبق لأحد منعزل أن شغل العرش البيزنطي مثله. ومن غير المستغرب أنه كان: قبيحًا، قذرًا، خشنًا، فظًا، تافهًا، وكاد أن يكون لئيمًا بشكل مرضي. كان يهتم فقط بعظمة إمبراطوريته. لا عجب أنها وصلت إلى أوجها على يده». 

## النشأة
ولد باسيل الثاني سنة 958 م. كان بورفيروجينتوسيًا (ولد في الأرجوانية؛ أي بمعنى ولد لأبوين بارزين رفيعي المستوى)، كما كان والده رومانوس الثاني، وجدّه قسطنطين السابع؛ كان تلك هي التسمية المستخدمة للأولاد الذين ولدوا لإمبراطور حاكم. باسيل هو الابن الأكبر لرومانوس وزوجته الثانية اللاكونية اليونانية ثيوفانو، التي كانت ابنة حارس حانة فقير يدعى كراتيروس، وربما نشأت من مدينة إسبرطة. ربما كان له أخت كبيرة اسمها هيلينا (ولدت سنة 955 م). خلف رومانوس قسطنطين السابع إمبراطورًا واحدًا بعد وفاة الأخير عام 959 م. تُوّج والد باسيل إمبراطورًا في 22 أبريل عام 960، وشقيقه قسطنطين (ولد إما سنة 960 أو 961 م، ليحكم في نهاية المطاف باسم الإمبراطور الوحيد قسطنطين الثامن بين عامي 1025 و1028 م) إما سنة 962 أو 963 م. بعد يومين فقط من ولادة طفلته الأصغر، يانا، توفي رومانوس الثاني في 15 مارس عام 963 م عن عمر ناهز الأربعة وعشرين عامًا. كان يعتقد بأن سبب وفاته المفاجئ نتيجة لتناوله نبات الشوكران السام؛ يشير المؤرخان الملحميان ليو الداسون وجون سكايليتس إلى أن ثيوفانو كانت مسؤولة عن ذلك، ووفقًا لسكايليتس، فقد كانت متواطئة في محاولة سابقة من جانب رومانوس الثاني لتسميم قسطنطين السابع.
كان باسيل وقسطنطين أصغر من أن يستلما منصبهما في الحكم عندما توفي رومانوس سنة 963 م. لذلك، ورغم أن مجلس الشيوخ البيزنطي أكد لهم أنهم أباطرة مع والدتهم كحاكم اسمي، فإن السلطة الفعلية في ذلك الوقت ستكون بيد البراكوميومينوس (منصب بيزنطي) يوسف برينغاس. لم تثق ثيوفانو ببرينغاس، لكن عدوًا آخر للبراكومينيوس القوي كان باسيل ليكابينوس، ابن مخصي غير شرعي للإمبراطور رومانوس الأول، جد باسيل الأكبر. كان ليكابينوس بنفسه براكوميومينوس للإمبراطور قسطنطين السابع، ومُعلّمًا كبيرًا لرومانوس الثاني. كان هناك عدو آخر لبرينغاس وهو الجنرال نيكفورس فوكاس الناجح الذي كان يحظى بشعبية واسعة، والذي عاد لتوه من غزوه لإمارة كريت وغارة مكللة بالنجاح في كيليكية وسوريا، بلغت ذروتها في سلب مدينة حلب. حاول برينجاس جلب قوات لوقف تقدم منافسه، ولكن جمهور العاصمة ساند نيكفوروس. فر برينغاس تاركا منصبه لليكابينوس، وفي 16 أغسطس عام 963 توج نقفور فوقاس إمبراطورًا.
في 20 سبتمبر، تزوج فوقاس من ثيوفانو، لكن مشاكلًا نتجت عن ذلك؛ كان زواجًا ثانٍ لكل زوج، وكان يعتقد أن نقفور هو الأب الروحي لباسيل أو أخيه، أو ربما كلاهما. على الرغم من أن بولياكتوس، بطريرك القسطنطينية، رفض الزواج، أعلنت الكنيسة صلاحه. نال نقفور شرعيته وصار الولي على أبناء رومانوس. اغتيل في شهر سبتمبر عام 969 م على يد ثيوفانو وابن أخيه جون تسيميسكس، الذي أصبح بعد ذلك الإمبراطور جون الأول، ونفى ثيوفانو. تزوج جون ثيودورا، أخت رومانوس الثاني. تبوّأ باسل الثاني إلى العرش بوصفه حاكمًا فعالًا وإمبراطورًا كبيرًا بعد وفاة يوحنا في 10 يناير عام 976 م. وسرعان ما أعاد أمه من منفاها. 

## تمردات الأناضول والتحالف مع روسيا
كان باسيل جنديًا ناجحًا أثبت جدارته على أرض المعركة، وبرهن من خلال إنجازه على كونه جنرالًا قادرًا وحاكمًا قويًا. في السنوات الأولى من حكمه، بقيت الإدارة في ايدي باسيل ليكابينوس. بصفته رئيسا لمجلس الشيوخ البيزنطي، كان ليكابينوس سياسيًا بارعًا وموهوبًا، وكان يهوى أن يكون الأباطرة الشبان دمىً تحت تصرفه. انتظر الصغير باسيل وشاهد من دون تدخل، مكرسًا نفسه لمعرفة تفاصيل الأعمال الإدارية والعلوم العسكرية. كان نيكيفوروس الثاني وجون الأول قائدين عسكريين بارعين، ولكنهما أظهرًا فقرًا في الإدارة. مع اقتراب نهاية حكمه، كان جون الأول قد خطط في وقت متأخر للحد من قوة كبار ملاك الأراضي؛ وأدى موته، الذي حدث بعد وقت قصير من إعلانه عداءه لهم، إلى شائعات بأنه قد سمم من قبل ليكابينوس، الذي حصل بصورة غير قانونية على أملاك كبيرة وخشى من التحقيق والعقاب. في بداية حكمه، كانت إخفاقات أسلافه السابقين مباشرة سببًا في ترك باسيل الثاني في وجه مشكلة خطيرة؛ كان لبارداس سكليروس وبارداس فوقاس، أعضاء النخبة العسكرية الغنية في الأناضول، الوسائل الكافية للقيام بتمرد مفتوح ضد سلطته.
كان سكليروس وفوقاس، وكلاهما جنرالان متمرسين، راغبين في تولي المنصب الإمبراطوري الذي كان يشغله نقفور الثاني ويوحنا الأول، وبالتالي إعادة باسل إلى كونه «صفرًا على الشمال». أظهر باسيل ميلًا للقسوة، حمل نفسه إلى ساحة المعركة أنهى تمرد كلا سكليروس (979 م) وفوقاس (989 م) بمساعدة 120 ألف كرجي من تورنيكوس وداود الثالث كوروتس من تاو. وقع سقوط ليكابينوس بين الثورات في عام 985 م؛ اتهم بالتآمر مع المتمردين وعوقب بالنفي ومصادرة ممتلكاته.
كانت العلاقة بين الجنرالين معقدة؛ ساهم فوقاس، ولكن عندما تمرد فوقاس لاحقا عاد سكليروس من المنفى لدعمه. عندما مات فوقاس في المعركة، تولى سكليروس، الذي سجنه فوقاس، قيادة التمرد. قاد شقيق باسيل، قسطنطين، الذي لم يكن له أي اهتمام بالسياسة، أو فنون الحكم أو الجيش، القيادة إلى جانب أخيه؛ كان ذلك هو الأمر العسكري الوحيد الذي تمسك به قسطنطين. انتهت الحملة دون قتال عندما أجبر سكليروس على الاستسلام إلى باسيل عام 989. سُمح لسكليروس بالعيش لكنه مات أعمى، إما بسبب المرض أو كعقوبة على تمرده.
كان لهذه الثورات تأثير عميق على مستقبل باسيل وأساليبه في الحكم. يصف بسيلوس المنشق المهزوم سكليروس يعطي باسيل النصيحة التالية، والتي أخذها على محمل الجد: «اقض على الحكام الذين يفخرون بأنفسهم أكثر من اللازم. لا ينبغي لأي جنرالات في الحملة الانتخابية أن يُعطَوا قدرًا أكبر مما ينبغي من الموارد. استرهبهم بابتزازات ظالمة تجبرهم على الانشغال بقضاياهم الخاصة. لا تجلب أي امرأة إلى المجالس الإمبراطورية. لا تكن في متناول أي أحد. لا تشارك مشاريعك الحميمية سوى مع القليل من الناس.